# Sidney Spivak
Pour les articles homonymes, voir Spivak.
Sidney Spivak (23 mai 1928 - 8 juillet 2002) est une personnalité politique originaire du Manitoba.
Il a été ministre des cabinets de Dufferin Roblin, Walter Weir et Sterling Lyon.